# Bourbon–Szicíliai Mária Krisztina spanyol királyné
Mária Krisztina Ferdinanda (olaszul: Maria Cristina Ferdinanda, spanyolul: María Cristina Fernanda; Palermo, Két Szicília Királysága, 1806. április 27. – Le Havre, Francia Köztársaság, 1878. augusztus 22.) nápoly-szicíliai királyi hercegnő, VII. Ferdinánd hitveseként spanyol királyné 1829 és 1833 között, majd férje halálát követően a Spanyol Birodalom régense 1833 és 1840 között. A Bourbon-ház nápoly–szicíliai királyi ágának tagja.
Mária Krisztina volt I. Ferenc nápoly–szicíliai király és Mária Izabella királyné második leánya. 1829-ben házasodott meg anyai nagybátyával, VII. Ferdinánd spanyol királlyal, akinek ez volt negyedik házassága. Első gyermekük születése előtt hitvese elfogadtatta a spanyol pragmatica sanctiót, hogy leánygyermek születése esetén is biztosítva legyen annak öröklése. Férje, Ferdinánd halálát követően leányuk, II. Izabella mellett ő lett az ország régense. Hatalmukat azonban férje öccse, Molina grófja nem ismerte el, így követőivel, a karlistákkal polgárháborút szítottak.
Mária Krisztina királyné ötven éven át volt a spanyol történelem központi szereplője. 1878. augusztus 22-én, hetvenkét évesen hunyt el a franciaországi Le Havre kikötővárosban. Nyughelye ma San Lorenzo de El Escorial-i királyi kolostorban található.

## Élete

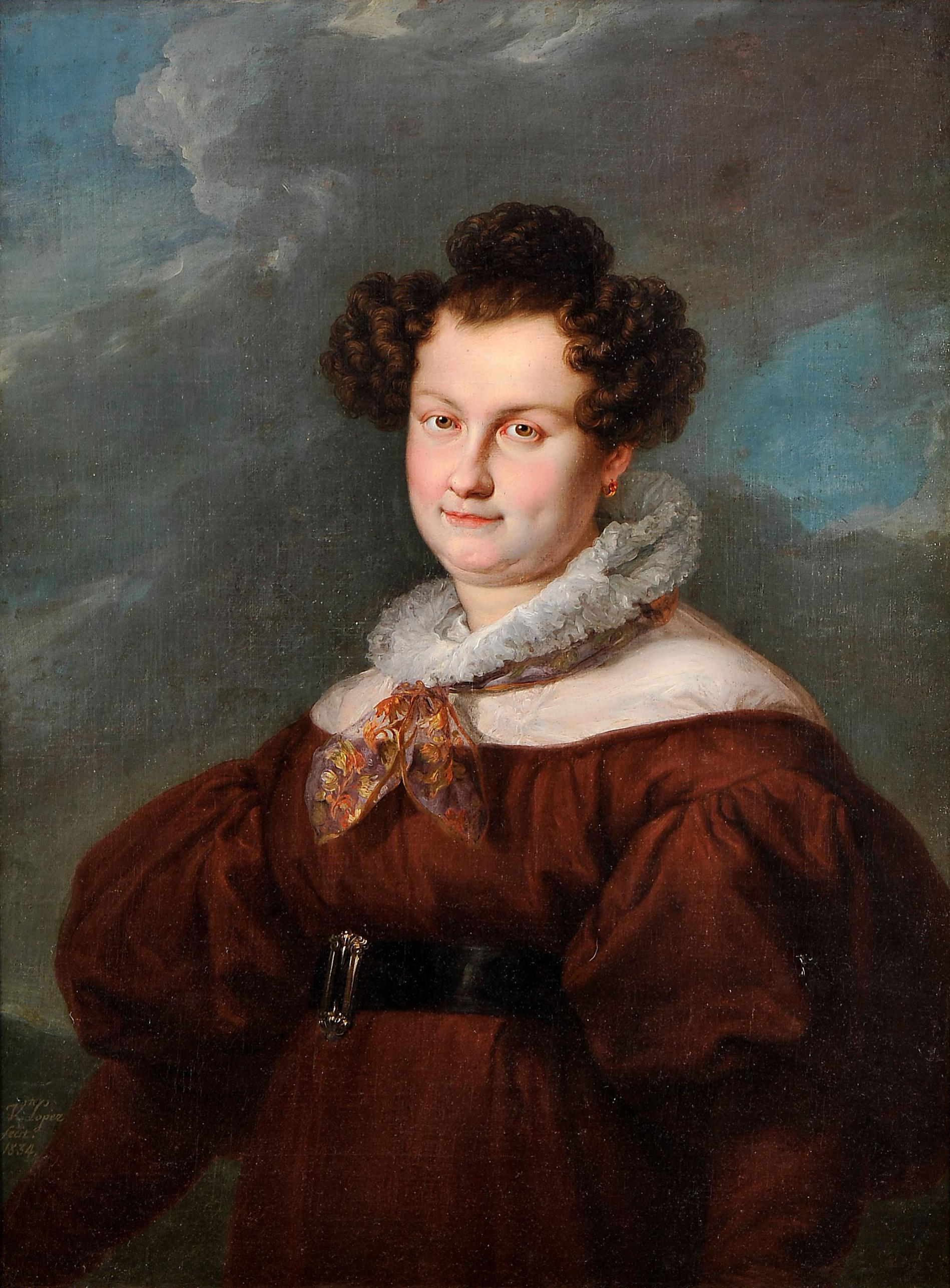
Mária Krisztina kármelita habitusban (1834, Vicente López Portaña)

I. Ferenc (1777–1830) nápoly–szicíliai királynak és második feleségének, Bourbon Mária Izabella (1789–1848) spanyol királyi hercegnőnek, IV. Károly spanyol király leányának, VII. Ferdinánd spanyol király húgának a lánya.
1829. december 11-én Madridban feleségül ment anyai nagybátyjához, VII. Ferdinánd spanyol királyhoz, aki már negyedszerre állt oltárhoz, mivel a korábbi házasságaiból született gyermekei mind meghaltak kiskorukban, és nem volt közvetlen örököse. Ennek a legidősebb öccse, Károly (1788–1855), Molina grófja örült a legjobban, hiszen így ő volt VII. Ferdinándnak a soron következő utóda a spanyol trónon.
Amikor Mária Krisztina teherbe esett, VII. Ferdinánd nem bízta a véletlenre, hogy milyen nemű gyermeke fog születni, és felkészült minden eshetőségre. A régi kasztíliai trónöröklés visszaállításával, amely fiúgyermek hiányában a mindenkori uralkodó lányát az uralkodó öccsével szemben a trónöröklésben előbbre helyezte, kifejezte akaratát, hogy mindenképpen a saját gyermekét szeretné a trónon látni. Ezt a spanyol Pragmatica sanctio tette lehetővé, amelyet VII. Ferdinánd még a lánya, Izabella születése előtt, 1830. március 29-én bocsátott ki. A női trónöröklést a Bourbon-ház trónra léptével (1700) hatályon kívül helyeztek, és a száli frank trónöröklést vezették be. Ez utóbbi értelmében VII. Ferdinánd öccsének, Károlynak kellett volna követnie a trónon a királyt, aki bátyja halála után fellépett a nőuralom ellen, és önmagát tartotta a jog szerinti királynak V. Károly néven. Követőit nevezték karlistáknak.
Mária Krisztina 1832-ben még egy leányt szült, Lujza (1832–1897) infánsnőt.
Legidősebb lányát, Izabellát közvetlenül apja halála után, 1833. szeptember 29-én, háromévesen kiáltották ki királlyá II. Izabella néven, és nevében anyja, Mária Krisztina királyné vette át a régensséget.
Három hónappal VII. Ferdinánd halála után az özvegy királyné 1833. december 28-án titokban rangon aluli házasságot kötött testőrével, Agustín Fernando Muñoz (1808–1873) főnemessel, akit később a mostohaleánya, II. Izabella Riánsares hercegévé nevezett ki. A házasságból nyolc gyermek született, és amikor napvilágra került a hír, nagy felzúdulást keltett.
Mária Krisztina a liberálisokra támaszkodva kormányzott, és 1837-ben egy új alkotmány kibocsátására kényszerült.

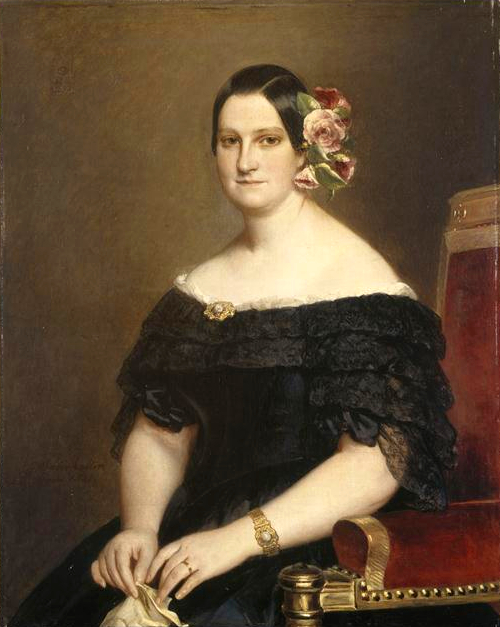
Mária krisztina spanyol királyné, Franz Xaver Winterhalter festménye, 1841.

1840. október 17-én azonban a régens anyakirálynét lemondatták, aki franciaországi száműzetésbe kényszerült, és Baldomero Espartero (1792–1879) lett a régens, őt 1843. július 23-án Joaquín María López (1798–1855) váltotta fel a tisztségében, végül pedig a Cortes 1843. november 8-án nagykorúvá nyilvánította a 13 éves királynőt. Ekkor Mária Krisztina is visszatért Madridba, és nyilvánosan is megülte az esküvőjét a korábbi testőrével, Fernando Muñozszal. Izabella lánya 1846. október 10-én a 16. születésnapján feleségül ment elsőfokú unokatestvéréhez, a homoszexuális Bourbon Ferenc cádizi herceghez, aki a házassága révén megkapta a királyi címet, de nem vált társuralkodóvá. Másodszülött lányával, Mária Lujzával kettős esküvőt tartottak, aki egy másik unokatestvérükhöz, Orléans-i Antal francia herceghez, I. Lajos Fülöp francia király egyik fiához ment feleségül.
1854-ben újra menekülnie kellett Spanyolországból, de 1864-ben ismét visszatért az országba.
1868 szeptemberében Juan Prim (1814–1870) és Francisco Serrano (1810–1885) tábornokok felkelése következtében leányát megfosztották trónjától, és II. Izabella III. Napóleon francia császárhoz menekült, formális lemondás nélkül. Unokája, XII. Alfonz 1874-ben, a köztársaság bukása után léphetett trónra. Még megérte unokája, XII. Alfonz esküvőjét másik unokájával, Orléans-i Mária de las Mercedes (1860–1878) montpensier-i hercegnővel 1878. január 23-án Madridban, ahol nagy feltűnést keltett a lánya, a száműzött királynő a megjelenésével. A házasság azonban tragikusan rövid életű lett, és fél évvel az esküvő után meghalt az ifjú spanyol királyné, és nagymamája, Mária Krisztina az ő végzetét is megérte.
Franciaországban, második férjét is túlélve 1878. szeptember 13-án dédnagymamaként halt meg.

## Gyermekei
- 1. férjétől, VII. Ferdinánd spanyol királytól (1784–1833), 2 gyermek:
  - Izabella (1830–1904), II. Izabella néven spanyol királynő, férje Bourbon Ferenc (1822–1902) cádizi herceg, címzetes spanyol király, 12 gyermek, többek között:[1]
    - XII. Alfonz spanyol király (1857–1885), akinek első felesége Orléans-i Mária de las Mercedes montpensier-i hercegnő (1860–1878), I. Antal montpensier-i herceg és Bourbon Lujza spanyol infánsnő (II. Izabella királynő húga) leányaként VII. Ferdinánd spanyol király és Mária Krisztina, valamint I. Lajos Fülöp francia király unokája, nem születtek gyermekei, lásd lent. Második felesége Habsburg–Tescheni Mária Krisztina osztrák főhercegnő, magyar és cseh királyi hercegnő  (1858–1929), 3 gyermek+2 természetes fiú, többek között:
      - (2. házasságából): XIII. Alfonz spanyol király (1886–1941), felesége Viktória Eugénia battenbergi hercegnő (1887–1969), 7 gyermek+4 természetes gyermek, többek között:
        - (III.) János (1913–1993), Barcelona grófja, címzetes spanyol király, felesége Bourbon Mária Mercedes nápoly-szicíliai királyi hercegnő (1910–2000), 4 gyermek, többek között:
          - I. János Károly spanyol király (1938–), felesége Oldenburgi Zsófia görög királyi hercegnő (1938–) , 3 gyermek, többek között:
            - VI. Fülöp spanyol király (1968–), felesége Letizia Ortiz (1972–), 2 leány, többek között:
              - Leonóra (2005–) spanyol királyi hercegnő (infánsnő) és trónörökös

  - Lujza (1832–1897), Asztúria hercegnője (1833–1851), férje I. Antal montpensier-i herceg (1824–1890), I. Lajos Fülöpnek, a franciák királyának fia, 9 gyermek, többek között:
    - Orléans-i Mária Izabella (1848–1919), férje Orléans-i Fülöp, Párizs grófja (1838–1894), 8 gyermek, többek között:
      - Orléans-i Mária Amália (1865–1951), Mária Krisztina első dédunokája, férje I. Károly portugál király (1863–1908), 3 gyermek

    - Orléans-i Mária de las Mercedes (1860–1878), férje XII. Alfonz spanyol király (1857–1885), lásd fent, gyermekei nem születtek, 1 vetélés

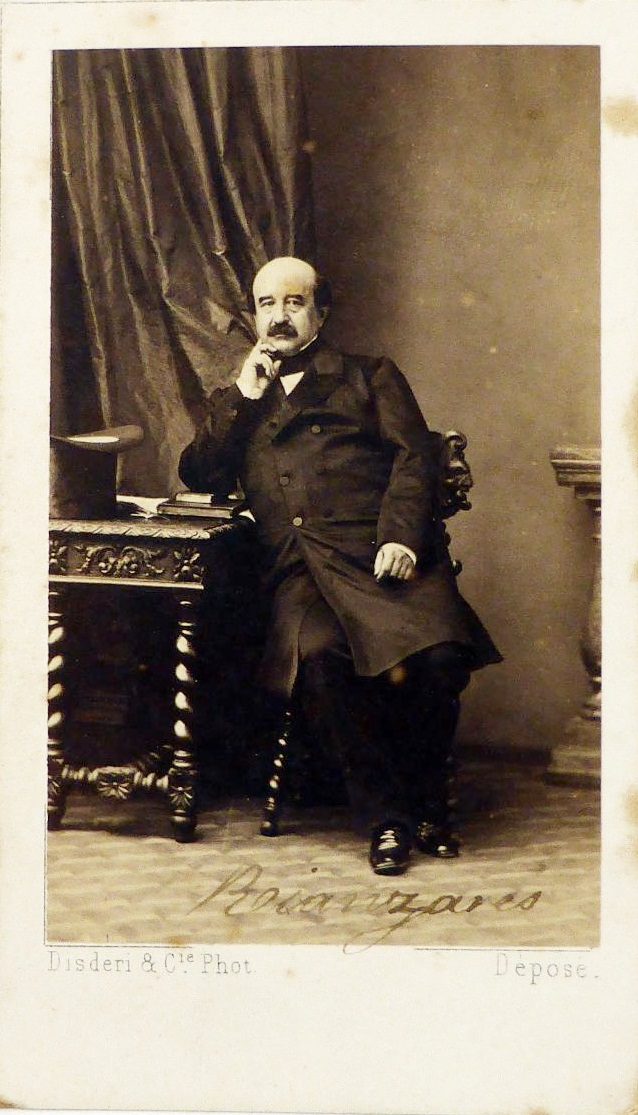
Agustín Fernando Muñoz, Mária Krisztina 2. férje

- 2. férjétől, Agustín Fernando Muñoz spanyol főnemestől (1808–1873), házassága révén Riánsares hercegétől, rangon alul kötött házasságból, 8 gyermek:
  - Mária Amparo (1834–1864), férje Władyslaw Czartoryski herceg (1828–1894), 1 fiú
  - Mária de los Milagros (1835–1903), férje Filippo del Drago (1824–1913), Mazzano hercege, utódok
  - Ágost (1837–1855), Tarancón hercege, nem nősült meg, nem születtek gyermekei
  - Ferdinánd (1838–1910), Tarancón és Riánsares hercege, felesége Eladia Bernaldo de Quirós (1839–1909), utódok
  - Mária Krisztina (1840–1920), férje José María Bernaldo de Quirós (1840–1911), Camposagrado őrgrófja, utódok
  - Antal (1842–1847)
  - János (1844–1863), Recuerdo grófja, Montmorot hercege, nem nősült meg, gyermekei nem születtek
  - József (1846–1863), Gracia grófja, Arboleda algrófja, nem nősült meg, gyermekei nem születtek.